# El poeta (película)
El poeta (título original: The Poet) es una película de suspenso, drama y romance de 2003, dirigida por Paul Hills, escrita por Robert Hammond, Barbara Jago, Emil Meyer y Leslie Ann Proctor, musicalizada por Marcel Barsotti y Sofa Surfers, en la fotografía estuvo Roger Bonnici, los protagonistas son Dougray Scott, Laura Harring y Jürgen Prochnow, entre otros. El filme fue producido por Eclypse Film- und Fernsehproduktions GmbH, Film-Line Productions GmbH, Mediafonds 1 GmbH & Co. KG y Meltemi Entertainment; se estrenó el 23 de noviembre de 2003.

## Sinopsis
Andrei es un huérfano ruso, las cosas que ha vivido como soldado en el Ejército Rojo lo han transformado en un homicida sin sentimientos, lo conocen como “El Poeta”. Desde su base en París, prepara sus ejecuciones con total impunidad, hasta que un día tiene que matar al testigo inocente de uno de sus asesinatos. Termina enamorándose de la hermana de su objetivo, que, sin conocer quién es en verdad Andrei, le da continuidad a la relación.

## Reparto
Conto con actores de diversas nacionalidades.
| Personaje                                | Actor                 |
| ---------------------------------------- | --------------------- |
| Andrei                                   | Dougray Scott         |
| Paula                                    | Laura Elena Harring   |
| Vashon                                   | Jürgen Prochnow       |
| Rick                                     | Andrew Lee Potts      |
| Klinger                                  | Erika Marozsán        |
| Rita                                     | Mavie Hörbiger        |
| Hartmann                                 | Miguel Herz-Kestranek |
| Jörg Hoogezahl                           | Peter Moucka          |
| Dieter Grossmann                         | Hary Prinz            |
| Lothar Spengler                          | Rudolph Ruggiero      |
| Mujer Africana                           | Fanny Gatibelza       |
| Berger                                   | Gunther Gillian       |
| Mr. Klein                                | Jürgen Kloth          |
| Brancovic                                | Klaus Nierhoff        |
| Guardaespaldas                           | Siegfried Polap       |
| Hombre en el club                        | Volker Mosenbach      |
| Rastafari en el club                     | Salvatore Pascale     |
| Guardaespaldas del club                  | Erhard Brem           |
| Lomax                                    | David de Keyser       |
| Sicario en el Auto                       | Jürgen Sücker         |
| Señora Hoogezahl                         | Kerstin Thielemann    |
| Recepcionista de Oficina de Construcción | Gritt Güllan          |
| Vigilante de Oficina de Construcción     | Ralf Harster          |
| Empleado de Galería #1                   | Oliver Naumann        |
| Empleado de Galería #2                   | Florian Knittel       |
| Conductor Africano de Auto               | Davis O. Nejo         |
| Policía #1                               | Mirco Reseg           |
| Policía #2                               | Gregory B. Waldis     |